# Catedral de Nuestra Señora del Buen Socorro (Motherwell)
La Catedral de Nuestra Señora del Buen Socorro o sencillamente la Catedral de Motherwell (en inglés: The Cathedral Church of Our Lady of Good Aid; Motherwell Cathedral) Es una catedral católica ubicada en Motherwell, North Lanarkshire, Escocia al norte del Reino Unido. Es la sede episcopal de la Diócesis de Motherwell.
La Iglesia de Nuestra Señora del Buen Socorro de Motherwell fue inaugurada el 9 de diciembre de 1900. En 1948 , la iglesia fue elevada al rango de catedral después de que la nueva Diócesis de Motherwell fuese erigido como sufragánea por la constitución apostólica Maxime interest. El Directorio católico escocés de 1901 incluye en la lista de eventos para el año 1899-1900 la " Apertura de la Iglesia de Nuestra Señora del Buen Socorro de Motherwell " Lunes 9 de diciembre de 1900, en la fiesta de la Inmaculada Concepción transferida desde el domingo. Incluye una descripción de las dimensiones de la iglesia y de las principales características arquitectónicas .